# Karpo (księżyc)
Karpo (Jowisz XLVI) – mały księżyc Jowisza, odkryty 9 lutego 2003 roku przez grupę astronomów z Uniwersytetu Hawajskiego, kierowaną przez Scotta Shepparda.

## Nazwa
30 marca 2005 roku Międzynarodowa Unia Astronomiczna nadała mu oficjalną nazwę, pochodzącą z mitologii greckiej. Karpo była jedną z Hor, córek Zeusa (Jowisza).

## Charakterystyka fizyczna
Karpo jest małym księżycem Jowisza, jego średnicę ocenia się na około 3 km. Średnia gęstość tego ciała to ok. 2,6 g/cm3, składa się ono głównie z krzemianów. Powierzchnia księżyca jest bardzo ciemna – jego albedo wynosi zaledwie 0,04. Z Ziemi można go zaobserwować jako obiekt o jasności wizualnej co najwyżej 23 magnitudo.

## Orbita
Karpo obiega Jowisza zgodnie z kierunkiem jego obrotu wokół własnej osi. Jej orbita ma wyjątkowo duże nachylenie, powyżej 51°, oraz mimośród, równy 0,430. Dopiero w 2018 roku odkryto drugi księżyc podążający po podobnej orbicie, S/2018 J 4.